# Beipo
Beipo är en köping i sydöstra Kina. Den ligger i Suixi härad i staden Zhanjiang i provinsen Guangdong, omkring 410 kilometer sydväst om provinshuvudstaden Guangzhou. Antalet invånare är 43 904. Befolkningen består av 21 131 kvinnor och 22 773 män. Barn under 15 år utgör 23,0 %, vuxna 15-64 år 65 %, och äldre över 65 år 11,0 %.